# Jerobeam I
Jerobeam I (Hebreeuws: יָרָבְעָם jāråv’ām, omstreden betekenis, mogelijk "de God van [mijn] voorouders is groot" of "de God van [mijn] voorouders strijdt / verdedigt"), zoon van Nebat, was volgens de traditie in de Hebreeuwse Bijbel de eerste koning van het Tienstammenrijk Israël. Hij regeerde van 931/0-910/09 v.Chr of 927/6-907 v.Chr. of 922-901 v.Chr. en werd opgevolgd door zijn zoon Nadab.
Tijdens de regering van Salomo had Jerobeam een hoge positie als opzichter van de bouwactiviteiten. Toen de profeet Achia uit Silo echter aan Jerobeam aankondigde dat JHWH tien stammen van het koninkrijk van Salomo zou afscheuren en aan Jerobeam zou geven, probeerde Salomo Jerobeam te laten doden. Hij vluchtte naar Egypte en bleef daar tot Salomo's dood. Na Salomo besteeg zijn zoon Rechabeam de troon, maar vanwege de hoge belastingen die hij hief, kwam het volk tegen hem in opstand onder leiding van Jerobeam. De tien stammen kroonden Jerobeam in Sichem tot koning, waardoor het Verenigd Koninkrijk Israël werd opgedeeld in een noordelijk koninkrijk Israël en een zuidelijk koninkrijk Juda.
Toen Jerobeam koning was geworden, was hij bang dat zijn onderdanen wilden offeren in Jeruzalem en dan ook wilden terugkeren tot Rechabeam als koning. Daarom liet hij twee gouden kalveren maken en plaatste deze in Betel en Dan, waar het volk ze kon vereren. Hiervoor liet hij tempels bouwen op de offerhoogten. Dit wordt "Jerobeams zonde" genoemd. Er werd beweerd dat alle koningen van het noordelijke koninkrijk deze zonde bedreven en dit uiteindelijk leidde tot de vernietiging van het koninkrijk.
Als straf voor zijn zonde zou hij, zijn vrouw en zijn nageslacht, weggevaagd worden en niet begraven worden, maar door de wilde dieren worden opgegeten. Alleen zijn zieke zoon Abia zou begraven worden. Niet begraven worden was en is voor Joden een enorme schande.

## Historiciteit
Over de historische koning Jerobeam is heel weinig bekend. Omdat het verhaal  over zijn troonsbestijging en zijn religieuze beleid het theologische paradigma van 1 en 2 Koningen volgt, kan de episode van 1 Koningen 11:26 - 14:20 slechts beperkt als historische bron voor de vroege koningsperiode worden gebruikt. Jerobeam wordt buiten de Hebreeuwse Bijbel en daarvan afhankelijke bronnen nergens genoemd. Hierdoor is niet vast te stellen of hij daadwerkelijk heeft geregeerd in de 10e eeuw v.Chr. De traditionele periode waarin hij geregeerd zou hebben, volgt uitsluitend uit de Bijbelse chronologie. Voor de vroege koningstijd zijn maar weinig aanknopingspunten om de betrouwbaarheid vast te stellen.
Het is hierdoor ook onzeker of Jerobeam de stichter was van de naar hem vernoemde dynastie. Het verhaal is zo sterk bedoeld om de theologisch-politieke interpretatie van het zuidelijk rijk te bevestigen, dat het een latere vondst kan zijn. Bovendien is de betrouwbaarheid van 1 en 2 Koningen als het gaat om de vroege koningsperiode in het algemeen moeilijk vast te stellen, zodat de historiciteit van ieder onderdeel in 1 Koningen 11:26 - 14:20 op zichzelf moet worden onderzocht.

### Archeologie
Mogelijke sporen van oude annalen kunnen worden aangetroffen in 1 Koningen 12:25. Daarin wordt vermeld dat Jerobeam Sichem en Penuel had versterkt. Uit de annalen zou ook de opmerking in 1 Koningen 14:20 kunnen stammen, waar wordt gezegd dat Jerobeam 22 jaar regeerde. Omdat niet vast staat wanneer hij precies regeerde, is het moeilijk zijn regeringsperiode te relateren aan archeologische vondsten. 
Archeologisch is nog weinig bekend over de 10e eeuw v.Chr. in Palestina. Er zijn geen eenduidige aanwijzingen gevonden voor een staatsstructuur die overeenkomt met die van het noordelijke koninkrijk Israël. Hoewel er veel pogingen zijn gedaan, zijn de in 1 Koningen 12:25, 29-31 genoemde bouwwerken archeologisch niet geverifieerd. Zo is geprobeerd de vondsten Stratum IX in Tell Balāṭa in verband te brengen met Sichem uit 1 Koningen 12:25, maar dan is het uitgangspunt al dat de Bijbelse chronologie voor de vroege koningsperiode betrouwbaar is. In Tell el-Qādi (Tel Dan) is een tempel opgegraven, maar de vroege datering om deze in verband te brengen met Jerobeam is omstreden. Betel is slechts ten dele opgegraven, maar de vondsten zijn in strijd met het verhaal in de Bijbel. Betel had een tempel in de bronstijd, maar de stad werd verwoest in de 13e eeuw v.Chr., waarvan de stad zich pas in de 7e eeuw v.Chr. herstelde. De late bloeitijd van Betel viel in de 6e eeuw v.Chr., wat past bij een veel latere datering van de kritiek op de regeringsperiode van Jerobeam past.